# Sielsowiet michajłowski (rejon rylski)
Sielsowiet michajłowski (ros. Михайловский сельсовет) – jednostka administracyjna wchodząca w skład rejonu rylskiego w оbwodzie kurskim w Rosji.
Centrum administracyjnym sielsowietu jest wieś (ros. село, trb. sieło) Michajłowka.

## Geografia
Powierzchnia sielsowietu wynosi 48,24 km².

## Historia
Status i granice sielsowietu zostały określone ustawami z 2004 i z 2010 roku.

## Demografia
W 2017 roku sielsowiet zamieszkiwało 444 mieszkańców.

## Miejscowości
W skład sielsowietu wchodzą miejscowości: Michajłowka, Michajłowka, Wiktorowka, Uspiesznoje.